# 장바티스트 에블레
장바티스트 에블레(Jean-Baptiste Eblé, 1758년 12월 21일 ~ 1812년 12월 31일)는 나폴레옹 전쟁에서 활약한 프랑스 장군이다. 포병 및 공병으로서 1812년 파멸로 끝나려던 대육군을 구제한 것으로 유명하다.

## 생애
에블레는 모젤의 생장로르하바(Saint-Jean-Rohrbach)에서 태어났다.
1793년 부친과 같은 포병으로써 군대에 입대했다. 2년 후 장교로 승진했고, 이후 독일 북부에서 활약해 빠른 승진을 거듭했다. 1805년 아우스터리츠 전투에서 포병 여단을 지휘했고, 1806년 마그데부르크 지사가 된 뒤, 1808년 베스트팔렌의 전쟁 장관(Minister of War)에 임명되었다.
이듬해 스페인의 시우다드로드리고(Ciudad Rodrigo)와 알메이다(Almeida)에서 앙드레 마세나 원수의 지휘 아래 포병대를 이끌고 전투를 벌였다.
1811년 나폴레옹이 러시아 원정을 위해 결성한 대육군에서 네덜란드 부교(Pontoon bridge) 건설의 지휘관으로 임명되었다. 에블레는 부하들에게 경험과 지식이 부족하다는 것을 간파하고, 1년 간의 훈련 끝에 그들에게 충분한 숙련기술을 가르쳤다. 거기에 에블레는 부교건설에 필요한 여러 가지 공구를 발명했다. 그 중에도 금속편을 가공해 부품으로 변하는 마차탑재형의 이동식 금속로(mobile wagon-mounted forges)는 매우 유명하다.
1812년 모스크바에서 철수할 때 에블레는 나폴레옹에게서 이동 금속로를 파괴하라는 명령을 받았고 이러한 기술이 적에게 넘어가는 것을 피하고자 했다. 에블레는 나폴레옹에게 이동 금속로 없이는 그의 임무를 완수할 수 없다는 것과 대육군의 가장 큰 위협은 도하가 불가능한 강과 복수에 불타는 적 추격부대가 먼저라고 설득했으나, 나폴레옹은 결국 이동 금속로를 파괴하라고 명령했다. 그러나 에블레는 이 명령을 거역하여 이동 금속로의 중요한 부분을 완전히 보존시켰다.
대육군이 러시아군의 함정에 빠져 베레지네 강(Berezina River)으로 몰렸을 때, 에블레는 부교를 세우기 위해 위험하게 차가운 물속에 들어가 경이적인 움직임을 보여 부교를 완성시켜 대육군의 잔존병력의 상당수를 강 너머로 탈출시키는데 성공했다. 그러나 러시아 전역에서 얻은 부담은 에블레의 건강에 심각한 피해를 주었고, 에블레는 러시아에 돌아온 후 병으로 쓰러져 쾨니히스베르크에서 그의 생애를 마쳤다.

## 참조 및 링크
- THE BRIDGES THAT ÉBLÉ BUILT: THE 1812 CROSSING OF THE BEREZINA
- Caulaincourt, Armand-Augustin-Louis de, Duc de Vicence, With Napoleon in Russia. Grosset & Dunlap, 1959
- Chandler, David, Dictionary of the Napoleonic Wars. London 1979
- Haythornthwaite, Phillip, Who Was Who in the Napoleonic Wars, London, 1998.
- 1812: Napoleon's Fatal March on Moscow, Adam Zamoyski, ISBN 0-00-712375-2